# Volkswagen Citi Golf
Citi Golf foi um automóvel da Volkswagen produzido na África do Sul de 1984 até 2009, anteriormente conhecido como CitiGolf e Citigolf. Tratava-se de uma versão um pouco modificada ou maquiada da primeira geração do Volkswagen Golf, que saiu de linha na Alemanha em 1983.